# カラメイコス
カラメイコス王国は、ダンジョンズ&ドラゴンズ・ロールプレイングゲームのミスタラ・キャンペーンセッティング内にある架空の国家である。
カラメイコスは深い森林に覆われた平地と丘陵地帯で、北部を険しい山脈に接している、と描写されている。その領土は大部分が自然のままであり、多くのモンスターやゴブリンの諸部族が出没する。文明は希薄で、荒野を押し戻そうとする絶え間ない努力に忙殺されている。古代の国家がかつてはここを統治し、多くの謎めいた廃墟がこの地に隠されている。ここにはまた、原住のトララダラの民と、カラメイコスを強国にしようと務める新たなジアティス人移住者達の間に文化的な争いが存在する。カラメイコスは、｢ノウン・ワールド｣においてダンジョンズ&ドラゴンズ・ゲーム向けの出版物で最も頻繁に訪問された地域である。
カラメイコスはステファン・カラメイコス王に統治されている。彼はジアティスの元貴族で、AC 970年、ジアティスの皇帝シンコールと交渉し、先祖伝来の領地であるマケトス公爵領と帝国属州トララダラを自治権と統治権付きを条件として交換し、この国全体の統治権を得た。この国は当初、カラメイコス大公国と呼ばれ、理論的にはジアティスに忠誠を捧げる義務があったが、ジアティスとアルファティア間の大戦の後で、ジアティスは大損害を受け、アルファティアが沈没したことにより、ステファン公爵は自分の故国と友人を見切り、王となることを宣言し、カラメイコスはノウン・ワールドにおいてより大きな重要性を得た。
カラメイコス大公国は1981年のダンジョンズ&ドラゴンズ・エキスパート・セットで初めて簡潔に記述され、それは荒野冒険エリアの見本として提示されたものである。すぐ後に続いて、いくつもの冒険が明確にカラメイコスを舞台にして出版された。
カラメイコスの明確な参考資料は以下の通りである。
- GAZ1―The Grand Duchy of Karameikos Gazetteer　アーロン・オールストン作成で、フランク・メンツァー編集のD&Dゲーム・ルール・ボックスセットと、その再編集版ルールサイクロペディア用である。
- Karameikos: Kingdom of Adventure　AD&Dゲーム用のボックスセット。
- In Search of Adventure　D&Dベーシック・セット製品系列モジュールB1-9の再編集版。

カラメイコスについての情報を特集しているその他の出版物は以下の通りである。
- Wrath of the Immortalsボックスセットに掲載されている時系列。
- The Poor Wizard's Almanac/Joshuans Almanacシリーズ。
- The Penhaligon Trilogy（竜剣物語）の小説でもカラメイコスが舞台となるが、正典の資料群とは多くの違いがある。

冒険モジュールB11 King's Festivalはカラメイコスを舞台としている。
アーロン・オールストンによる冒険モジュールX12 Skarda's Mirrorはカラメイコスを舞台としている。